# Bistum Xai-Xai
Das Bistum Xai-Xai (lat.: Dioecesis Xai-Xaiensis) in Mosambik ist ein römisch-katholisches Bistum mit Sitz in der Stadt Xai-Xai.
Es wurde am 19. Juli 1970 als Bistum João Belo errichtet und änderte am 1. Oktober 1976 seinen Namen in Xai-Xai. Es ist der Kirchenprovinz des Erzbistums Maputo als Suffraganbistum unterstellt.

## Bischöfe
- 1972–1976 Félix Niza Ribeiro
- 1976–2004 Júlio Duarte Langa
- seit 2004 Lucio Andrice Muandula